# 1989 Tatry
1989 Tatry је астероид главног астероидног појаса чија средња удаљеност од Сунца износи 2,350 астрономских јединица (АЈ).
Апсолутна магнитуда астероида је 12,1.